# 桉叶醇
桉叶醇（英文：Eudesmol）是一种具有特殊气味的浅米色晶体，可以由桉树的枝叶提取，可以在香精生产中用作定香剂。
桉叶醇是α-桉叶醇和β-桉叶醇的混合物，右表分别列出了它们的基本化学结构（左为α-桉叶醇，右为β-桉叶醇）。